# Insieme induttivo (logica)
In logica matematica, e più precisamente in teoria degli insiemi, un insieme {\displaystyle X} si dice induttivo oppure apodittico se soddisfa l'assioma dell'infinito
- {\displaystyle \varnothing \in X;}
- {\displaystyle x\in X\Rightarrow x\cup \{x\}\in X.}

In altre parole, in base alla definizione di successore per la costruzione standard (dovuta a John von Neumann) dei numeri naturali, se {\displaystyle X} è un tale insieme allora {\displaystyle X} contiene  l'insieme dei numeri naturali {\displaystyle \mathbb {N} } ovvero si ha infatti che {\displaystyle X} contiene come elemento l'insieme vuoto {\displaystyle 0} ed essendo chiuso per successore si ha che contiene anche {\displaystyle 1,2,\ldots } come elementi.

## Esistenza degli insiemi induttivi
Il concetto di insieme induttivo ha un ruolo fondamentale nella teoria degli insiemi di Zermelo-Fraenkel; infatti l'assioma dell'infinito, necessario per garantire appunto l'esistenza di insiemi infiniti in ogni modello della teoria, corrisponde esattamente alla seguente proposizione:
Esiste un insieme induttivo.
Questo assioma, oltre a garantire,  apoditticamente, che l'insieme {\displaystyle \mathbb {N} =\{0,1,2,\ldots \}} dei numeri naturali esiste, permette di dimostrare che {\displaystyle \mathbb {N} } è un modello di Peano. La costruzione standard dei numeri naturali all'interno della ZF è espressa da:
Il più piccolo insieme induttivo.
Osserviamo che, nonostante gli insiemi induttivi formino una classe propria (ossia l'insieme degli insiemi induttivi non esista), questa è una definizione valida; sappiamo infatti, dall'assioma appena ricordato, che un tale insieme apodittico o induttivo {\displaystyle X} esiste. Quindi {\displaystyle \mathbb {N} } può essere determinato mediante l'intersezione come segue
{\displaystyle \mathbb {N} =\bigcap _{X'\in A_{X}}X',}
dove {\displaystyle A_{X}=\{X'\subseteq X\mid X'\ {\text{induttivo}}\}} è la famiglia degli insiemi induttivi contenuti in {\displaystyle X.} Questa definizione di {\displaystyle \mathbb {N} } è indipendente dalla scelta di {\displaystyle X.}

## Etimologia
Induttivo viene, come si può facilmente intuire, da induzione. Il principio di induzione su {\displaystyle \mathbb {N} } infatti non è altro che la seguente affermazione:
Se {\displaystyle S\subseteq \mathbb {N} } è induttivo, allora {\displaystyle S=\mathbb {N} .}